# Wanda Flakowicz
Wanda Flakowicz / Flakowiczówna, född 9 februari 1917 i Simbirsk, Guvernementet Simbirsk, död 25 september 2002 i Zakliczyn, vojvodskap Lillpolen, var en polsk friidrottare med kastgrenar som huvudgren. Flakowicz var en pionjär inom damidrott och blev bronsmedaljör vid EM i friidrott 1938 (det första EM där damtävlingar var tillåtna även om herrtävlingen hölls separat).

## Biografi
Wanda Flakowicz föddes 1917 i orten Simbirsk i dåvarande Kejsardömet Ryssland. Efter att hon börjat med friidrott tävlade hon i kulstötning och spjutkastning samt diskuskastning. Hon gick med i idrottsföreningen Klub Sportowy Warszawianka i Warszawa och tävlade sedan för Cracovią Kraków i Kraków, Spolem Wroclaw i Wroclaw, Spolem Gliwice och ZS Stal Gliwice i Gliwice, Stal Katowice i Katowice och slutligen för AZS Gliwice.
1937 deltog hon i sitt första polska mästerskap. Hon blev bronsmästare i kula vid tävlingar 30–31 januari i Przemyśl. Åren 1938–1939 låg hon på topp 9 listan bland världens kulstötare. 1938 blev Flakowicz polsk bronsmästare i kula inomhus vid tävlingar 5–6 februari i Poznań och polsk mästare i kula med 5,68 meter samt silvermästare i Femkamp vid tävlingar 30–31 juli i Grudziądz.
1938 deltog hon även vid EM 17 september–18 september på Praterstadion i Wien. Under tävlingarna tog hon bronsmedalj i kulstötning med 12,55 meter efter Hermine Schröder och Gisela Mauermayer.
1939 försvarade Flakowicz sin mästartitel i kula inomhus vid tävlingar 11–12  februari i Przemyśl och polsk mästare i kula utomhus vid tävlingar 15–16 juli i Chorzów, då blev hon även bronsmästare i spjut.
1948 återtog hon mästartiteln i kula vid tävlingar 10–11 juli i Poznań. Senare drog hon sig tillbaka från tävlingslivet.
Wanda Flakowicz dog 2002 i Zakliczyn i södra Polen.